# 대전차자주포
대전차자주포(對戰車自走砲, 영국 영어: Self Propelled Anti-tank gun)는 대전차 목적으로 쓰이는 모든 전차들을 가리키는 한국어 낱말이다. 대한민국 국군의 공식 명칭이나 언론에서 쓰이는 용어는 아니며, 군 밀리터리 온라인 페이지 및 팬덤 사이트, 나무위키에서 쓰이고 있다. 구축전차, 판처예거, 돌격포 등을 모두 통용하여 대전차자주포라고 부르는 경우도 있으며, M10 울버린이나 ISU-152, M50 온토스 같이 대전차자주포라는 분류가 붙은 적이 없는 전차 및 기갑차량까지 대전차자주포로 분류하는 경우도 있다.

## 같이 보기
- 구축전차

## 참고

### 내용주
1. ↑  영국 육군의 경우 17파운드 자주포 아처나 17 파운더 SP 아킬레스의 공식 명칭으로 Self Propelled Anti-tank gun을 사용했다.